# Traité de Tolède
Libourne (1366) Vernon (1371)
Le traité de Tolède a été signé le 20 novembre 1368 par le roi de France Charles V et le roi de Castille Henri II, dit Henri de Trastamare.
Négocié pendant le siège de Tolède par les troupes franco-castillanes d'Henri II et de Bertrand du Guesclin, il confirme celui signé en août 1367 à Aigues-Mortes.
Le traité prévoit non seulement une paix durable entre la Castille et la France mais surtout une alliance navale entre les deux pays contre l'Angleterre dans le cadre de la guerre de Cent Ans.